# Eácidas
En la Grecia antigua, los Eácidas (en griego antiguo: Αἰακίδης, Aiakídês) eran los hijos y descendientes de Éaco, el primer rey mítico de la isla de Egina según la mitología griega. Según los mitos Zeus habría concedido a la estirpe de los Eácidas la cualidad de la fuerza (alke), inteligencia (nous) a los Amitaónidas y riqueza a los Atridas. El nombre de Eácidas, de manera general, también es referido a los habitantes de Egina, donde Éaco fue objeto de un culto heroico. Píndaro, que los ensalza especialmente en sus poemas, dice que son un pueblo de lanzas estruendosas y valientes en la batalla.

## Mitología griega
El personaje al que se alude más a menudo con este patronímico es Aquiles, llamado por ello igualmente Pelida por ser hijo de Peleo. Estos fueron los linajes de los llamados Eácidas, que desde el principio emigraron hacia otros lugares más allá de Egina:
- Aquiles — hijo de Peleo y Tetis y protagonista de la Ilíada.[5]
- Áyax — hijo de Telamón y Eribea.[4][5]
- Criso —  hijo de Foco y Asteria.[4][5]
- Epeo — hijo de Panopeo, hizo el caballo de madera como dice Homero, también dio nombre a los epeos.[4][5]
- Estrofio — hijo de Criso, y de Anaxibia, hermana de Agamenón.[4]
- Eurísaces —  hijo de Áyax y la cautiva Tecmesa.[5]
- Fileo — hijo de Áyax y Lisídice, hija de Corono.[5]
- Foco — hijo de Éaco y Psámate y a su vez padre de Panopeo y Criso.[4][5]
- Neoptólemo —  también llamado Pirro, era hijo de Aquiles y Deidamía, hija de Licomedes.[5]
- Panopeo — hijo de Foco y Asteria y padre de Epeo.[4]
- Peleo — hijo de Éaco y Endeide y padre de Aquiles.[5]
- Pílades — hijo de Estrofio y Anaxibia.[4]
- Telamón — hijo de Éaco y Endeide y hermano de Peleo.[4][5]
- Teucro — hijo de Áyax y Hesíone.[5]

## Historia griega
Los reyes molosos de Epiro se autoproclamaron Eácidas, pues remontaban su descendencia a Neoptólemo, hijo de Aquiles y Deidamía y bisnieto de Éaco. Olimpia, madre de Alejandro Magno, pertenecía a esta dinastía, por lo que Alejandro afirmaba ser descendiente de Aquiles.

### Relación de reyes Eácidas
- De 390 a 385 a. C.: Alcetas I (410-370 a. C.), hijo de Taripo de Molosia y nieto de Admeto.
- De 370 a 360 a. C.: Neoptólemo I (390-360 a. C.) y Arribas (390-322 a. C.), corregentes, hijos ambos del anterior.
- De 360 a 342 a. C.: Arribas, que desposó a Troas, hija de Neoptólemo I (nacida a 365 a. C.).
- De 342 a 326 a. C.: Alejandro (362-326 a. C.), hijo de Neoptólemo I.
- De 326 a 323 a. C.: Neoptólemo II (334-295 a. C.), hijo del anterior.
- De 323 a 322 a. C.: Arribas o Arimbas.
- De 322 a 317 a. C.: Eácides (361-313 a. C.), hijo de Arribas.
- De 317 a 313 a. C.: Neoptólemo II, que recuperó el trono.
- En 313 a. C.       :Eácides.
- De 313 a 307 a. C.: Alcetas II (m. 307 a. C.), hijo mayor de Arribas.
- De 307 a 302 a. C.: Pirro I (318-272 a. C.), hijo de Eácides y Ftía de Farsala.
- De 302 a 297 a. C.: Neoptólemo II, que recuperó el trono.
- De 297 a 272 a. C.: Pirro I de nuevo.
- De 272 a 240 a. C.: Alejandro II (295-242 a. C.), hijo de Pirro I y Antígona de Egipto.
- De 240 a 236 a. C.: Pirro II (275-234 a. C.), hijo de Alejandro y de su hermana y esposa Olimpia (296-234 a. C.).
- De 234 a 230 a. C.: Ptolomeo (272-230 a. C.), hermano del anterior.
- De 230 a 230 a. C.: Pirro III (m. 230 a. C.), sobrino del anterior e hijo de Pirro II.